# Hymne de la Ligue des champions de l'UEFA
L'hymne de la Ligue des champions de l'UEFA (UEFA Champions League anthem) est l'hymne officiel de la Ligue des champions de l'UEFA écrit par le compositeur anglais Tony Britten en 1992. Il est diffusé à chaque ouverture de match de la Ligue des champions dans les stades ainsi que dans les programmes de télévision dédiés à cette compétition.

## Histoire et interprétation

### Origine
L'hymne, propriété de l'UEFA, est une adaptation faite à partir de l'œuvre « Zadok the Priest » de Georg Friedrich Haendel. Tony Britten explique s'être inspiré de ce morceau datant de 1727 et issu des « Coronation Anthems » (hymnes de couronnement) pour répondre à la demande initiale de l'UEFA tout en reprenant des éléments sur lesquels il a bâti sa propre composition.

### Langue
Les paroles intègrent des syntagmes des trois langues officielles de l'UEFA, l'anglais, le français et l'allemand.
L'auteur a écrit le texte en anglais avant de recourir à un linguiste pour la traduction dans les langues officielles.

### Sens
Selon Johan Fornäs, professeur suédois d'études sur les médias et la communication, les syntagmes utilisé symbolisent la « force » et la « grandeur » de la compétition et des équipes participantes.
Les paroles sont simples et basées sur des superlatifs.

### Interprétation
La version officielle est interprétée par le Royal Philharmonic Orchestra et les chants réalisés par le chœur de l'Academy of St Martin in the Fields sont chantés dans les trois langues officielles de l'UEFA : anglais, français et allemand. L'hymne complet, jamais commercialisé dans sa version originale, dure environ trois minutes et contient deux courts couplets ainsi qu'un chœur.

### Première
L'hymne fut joué pour la première fois le 25 novembre 1992 simultanément dans le stade Jan Breydel (Bruges), l'Ibrox Stadium (Glasgow), le stade San Siro (Milan) et le stade des Antas (Porto) à l'occasion des rencontres de phases de groupe de la 1re journée de la Ligue des champions 1992-1993. Depuis 2006, les programmes télévisés ont adopté une version remaniée de l'hymne.
Il y rencontre un grand succès et devient populaire.

## Paroles
Seules la dernière strophe et le dernier chœur (chanté une fois au lieu de deux) sont utilisés lors des retransmissions télévisées.
| Version originale | Traduction française |
| --- | --- |
| Ce sont les meilleures équipes Sie sind die allerbesten Mannschaften The main event Die Meister Die Besten Les grandes équipes The champions Une grande réunion Eine große sportliche Veranstaltung The main event Ils sont les meilleurs Sie sind die Besten These are the champions Die Meister Die Besten Les grandes équipes The champions (x2) | Ce sont les meilleures équipes Elles sont les meilleures équipes L'évènement principal Les Maîtres Les Meilleurs Les Grandes Équipes Les Champions Une grande réunion Un grand évènement sportif L'évènement principal Ils sont les meilleurs Ils sont les champions Les Maîtres Les Meilleurs Les Grandes Équipes Les Champions (x2) |

## Interprétations en finale
Entre l'édition 2008-2009 et l'édition 2018-2019 (excepté en 2013), l'hymne de la finale est interprété en live par un ou plusieurs artistes. Cette habitude s'arrête à la suite de la pandémie de Covid-19 et ne reprendra pas (excepté en 2023) :
- Lors de la finale de 2009 disputée au stade olympique de Rome, la voix du ténor italien Andrea Bocelli accompagne l'hymne, chantant principalement en italien : Loro sono i campioni[8].
- Lors de la finale de 2010 disputée au stade Santiago-Bernabéu de Madrid, la voix du ténor péruvien Juan Diego Flórez accompagne l'hymne, chantant principalement en espagnol : Ellos son los campeones[9].
- Lors de la finale de 2011 disputée au stade de Wembley de Londres, ce fut le groupe britannique All Angels (en) qui chanta l'hymne[10].
- Lors de la finale de 2012 disputée à l'Allianz Arena de Munich, la voix du ténor allemand Jonas Kaufmann accompagnée du violoniste David Garrett, interprétèrent l'hymne[11].
- Lors de la finale de 2014 disputée à l'Estádio da Luz de Lisbonne, la chanteuse portugaise de fado Mariza interprète l'hymne[12].
- Lors de la finale de 2015 disputée au stade olympique de Berlin, la soprano allemande Nina-Maria Fischer et le ténor espagnol Manuel Gómez-Ruiz interprètent l'hymne[13].
- Lors de la finale de 2016 disputée au stade San Siro de Milan, c'est le ténor italien Andrea Bocelli qui interprète l'hymne[14].
- Lors de la finale de 2017 disputée au Millennium Stadium de Cardiff, c'est de nouveau Andrea Bocelli qui interprète l'hymne.
- Lors de la finale de 2018 disputée au stade olympique de Kiev, c'est le duo de violoncellistes slovéno-croate 2Cellos qui interprète l'hymne[15].
- Lors de la finale de 2019 disputée à l'Estadio Metropolitano de Madrid, c'est le quartet de violoncellistes ukrainiennes Asturia Girls qui interprète l'hymne[16].
- Lors de la finale de 2023 disputée au Stade olympique Atatürk d'Istanbul, c'est le pianiste hongrois Ádám György (en) qui interprète l'hymne[17].

## Hymne de la Ligue des champions féminine de l'UEFA
En 2021, l'UEFA a publié les paroles officielles d'un nouvel hymne de la Ligue des champions féminine de l'UEFA. Comme l'hymne original, cette nouvelle version est également macaronique, avec des paroles en anglais, français et allemand, mais elle est plus courte que la version utilisée dans le tournoi masculin.
| Paroles originales | Traduction française |
| --- | --- |
| Mit Stolz They stand Les grandes équipes The ones The few Die Besten Les meilleurs Are here for you. All unite Das große Spiel The time is now C'est maintenant They stand With pride. | Avec fierté Elles se tiennent Les grandes équipes Les unes Les rares Les meilleures Sont là pour vous. Toutes unies Le grand match Le moment est venu C'est maintenant Elles se tiennent Avec fierté. |